# Zungri
Zungri község (comune) Olaszország Calabria régiójában, Vibo Valentia megyében.

## Fekvése
A megye nyugati részén fekszik. Határai: Briatico, Cessaniti, Drapia, Filandari, Rombiolo, Spilinga és Zaccanopoli.

## Története
A hagyományok szerint az Anjou Róbert által elpusztított Aramoni lakosai alapították, akárcsak a szomszédos Zaccanopolit. Első írásos említése a 16. századból származik. Középkori épületeinek nagy része az 1783-as calabriai földrengésben elpusztult. A 19. század elején, amikor a Nápolyi Királyságban felszámolták a feudalizmust, Briatico része lett. Később önálló községgé vált.

## Népessége
A népesség számának alakulása:

## Főbb látnivalói
- Madonna di Lourds-templom
- Madonna della Neve-templom